# Vlag van Saksen-Meiningen
Saksen-Meiningen, een van de Ernestijnse hertogdommen in het huidige Thüringen, heeft twee verschillende vlaggen gebruikt. De eerste vlag van het hertogdom was waarschijnlijk een rood-witte tweekleur. Op 12 september 1818 nam het hertogdom een groen-witte tweekleur aan. Dezelfde vlag werd tegelijkertijd gebruikt in Saksen-Hildburghausen en later ook in Saksen-Altenburg en Saksen-Coburg en Gotha. In tegenstelling tot in de andere hertogdommen bleef de vlag tot het einde van de monarchie in 1918 in gebruik.
| Vexillologisch symbool voor een civiele vlag en dienstvlag te land | Vexillologisch symbool voor een civiele vlag en dienstvlag te land |